# ماثيو هوش
ماثيو هوش (بالإنجليزية: Matthew Hoch)‏ هو معلم موسيقى أمريكي، ولد في 29 ديسمبر 1975.